# Олочи
Олочи — разновидность обуви с кожаной основой и голенищами из грубой ткани, используемая охотниками Дальнего Востока. Также, олочи — традиционная обувь нанайцев. Также, олочами называют тапочки, сделанные из сыромятной кожи, вырезанной по размерам ступни и стянутой шнурком у щикотолок.

## Изготовление
Современные олочи изготавливают как правило из яловой кожи. В отличие от ичигов, шов на олочах делается наружный, что обеспечивает сохранность ног от потертостей. К головкам олоч пришивают голенища-ковры. Материалом для ковров может быть тонкий брезент или такая же кожа (старая замша, хром). Многие охотники подшивают снаружи войлочную подошву. Материалом для подошвы служат голенища старых валенок. Внутрь кладут стельки из старого фетра или войлока. Чтобы олочи крепко были закреплены на ноге, а низ штанин плотно прижат к ноге, в прорези олоч вдевают шнурки-оборки и плотно обматывают вокруг ног с захватом штанин.

## Особенности
Олочи имеют высокий подъем, что создает удобства при надевании и снятии обуви с ног. Нога в олочах не стеснена, имеет большую подвижность и чуткость к почве, по которой идет охотник. Если охотник наступит под снегом на сухой и гнилой сук, он своевременно снимет с него ногу и не будет слышно ни треска, ни шума. Вес одного олоча — 200-300 г.

## Олочи у нанайцев
Нанайцы (старое название гольды) изготавливают олочи из толстой замшевой кожи, как правило используется лосиная или кабанья кожа. В качестве подстилки традиционно служила трава.